# Bremer Pokal

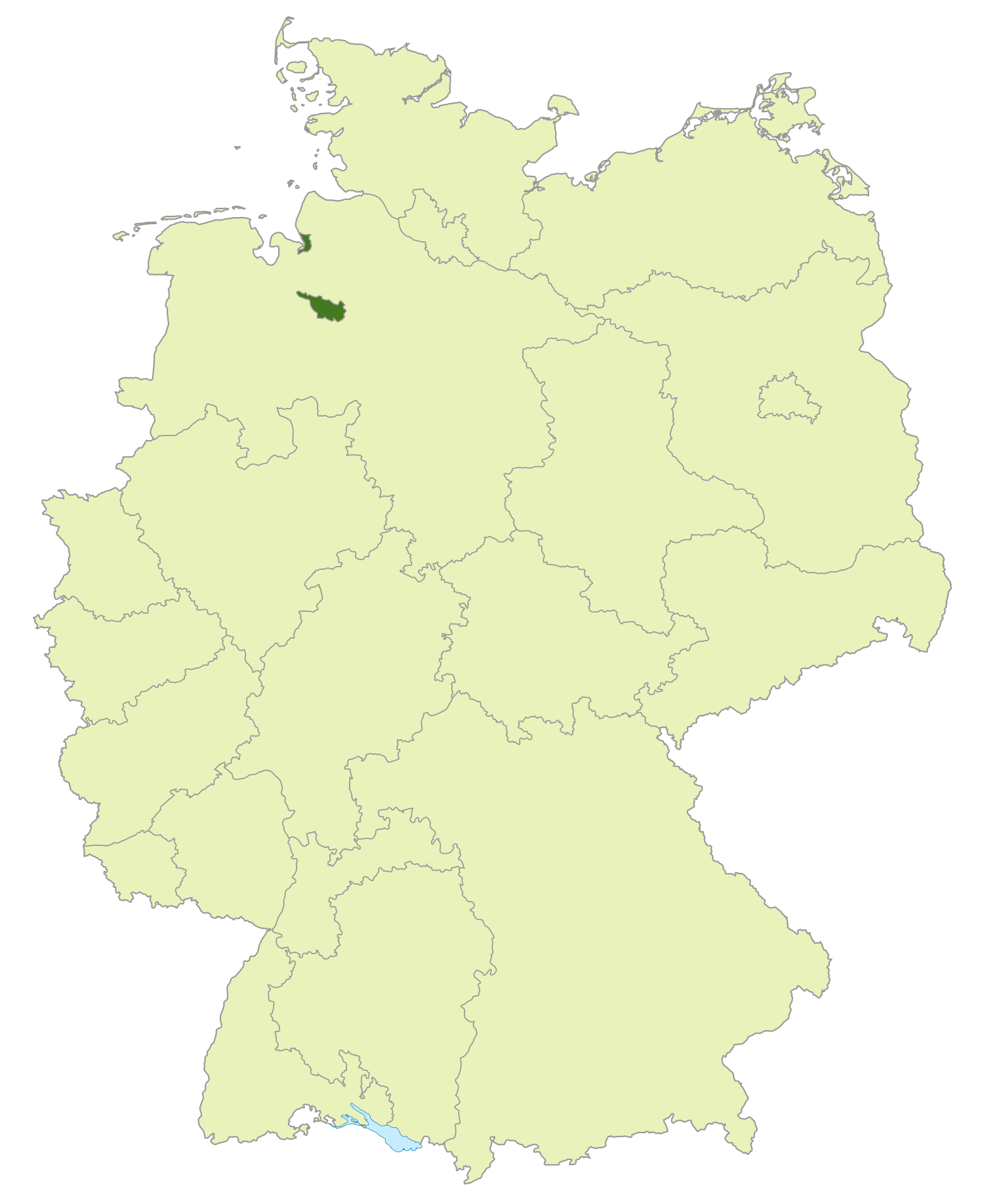
Brémy a Bremerhaven na mapě Německa

Bremer Pokal je německá fotbalová soutěž pro týmy pod Brémským fotbalovým svazem (Landespokal, regionální pohár). Oficiálně je znám jako Lotto-Pokal.
Brémský fotbalový svaz sdružuje ve svých řadách 42 307 členů registrovaných ve 1 377 týmech. V rámci Německa je to nejmenší ze všech 21 zemských svazů. Bremer Pokal se hraje  od roku 1951. Hraje se vyřazovacím K.O. systémem, do společného čtvrtfinále postupují ze síta předkol 2 nejlepší celky z Bremerhavenu a nejlepších 6 mužstev z Brém. Vítěz tohoto Landespokalu postupuje do DFB-Pokalu.

## Přehled vítězů
- 1951: SV Hemelingen
- 1952: SV Hemelingen
- 1953: Blumenthaler SV
- 1954: TSV Wulsdorf
- 1955: Bremen 1860
- 1956: Eintracht Bremen
- 1957: SV Grohn
- 1958: SGO Bremen
- 1959: Bremerhaven 93
- 1960: Blumenthaler SV
- 1961: nehrálo se
- 1962: nehrálo se
- 1963: Blumenthaler SV
- 1964: Eintracht Bremen
- 1965: Blumenthaler SV
- 1966: SGO Bremen
- 1967: Eintracht Bremen
- 1968: Bremerhaven 93
- 1969: Werder Bremen Amateure
- 1970: Blumenthaler SV
- 1971: Werder Bremen Amateure
- 1972: Hastedter TSV
- 1973: Polizei SV Bremen
- 1974: Blumenthaler SV
- 1975: SGO Bremen
- 1976: Werder Bremen Amateure
- 1977: Blumenthaler SV
- 1978: Blumenthaler SV
- 1979: nehrálo se
- 1980: Bremer SV
- 1981: OSC Bremerhaven
- 1982: Werder Bremen Amateure
- 1983: Werder Bremen Amateure
- 1984: OSC Bremerhaven
- 1985: Bremer SV
- 1986: Bremer SV
- 1987: Werder Bremen Amateure
- 1988: OT Bremen
- 1989: Werder Bremen Amateure
- 1990: Werder Bremen Amateure
- 1991: Bremer SV
- 1992: Werder Bremen Amateure
- 1993: Werder Bremen Amateure
- 1994: Werder Bremen Amateure
- 1995: Werder Bremen Amateure
- 1996: FC Bremerhaven
- 1997: Werder Bremen Amateure
- 1998: Werder Bremen Amateure
- 1999: Werder Bremen Amateure
- 2000: Werder Bremen Amateure
- 2001: Werder Bremen Amateure
- 2002: Werder Bremen Amateure
- 2003: FC Oberneuland
- 2004: Werder Bremen Amateure
- 2005: FC Bremerhaven
- 2006: FC Bremerhaven
- 2007: Werder Bremen II
- 2008: FC Oberneuland
- 2009: FC Oberneuland
- 2010: FC Oberneuland
- 2011: FC Oberneuland
- 2012: FC Oberneuland
- 2013: SC Aumund-Vegesack
- 2014: Bremer SV
- 2015: Bremer SV
- 2016: Bremer SV
- 2017: Leher TS Bremenhaven
- 2018: BSC Hastedt
- 2019: FC Oberneuland
- 2020: FC Oberneuland
- 2021: Bremer SV
- 2022: Bremer SV
- 2023: FC Oberneuland
- 2024: Bremer SV
- 2025: SV Hemelingen